# لکس داویسون
لکس داویسون با نام کامل اکساندر نیکولاس داویسون (به انگلیسی: Alexander Nicholas Davison) ‏(۱۲ فوریه ۱۹۲۳ – ۲۰ فوریه ۱۹۶۵) راننده مسابقه که بین سال‌های ۱۹۵۴ و ۱۹۶۱ چهار بار در رقابت‌های جایزه بزرگ استرالیا و در سال ۱۹۵۷ برنده مسابقات قهرمانی رانندگان استرالیا شده است.